# Второе Гохштедтское сражение
Го́хштедтское сраже́ние (нем. Zweite Schlacht bei Höchstädt), в англоязычных источниках именуется Сражение при Бленхейме (англ. Battle of Blenheim; от нем. Blindheim — названия коммуны в Баварии) — сражение, произошедшее 13 августа 1704 года, в ходе войны за испанское наследство (1701—1714), в районе деревни Гохштедт (современный город Хёхштедт-на-Дунае, Германия) на левом берегу Дуная.
Людовик XIV планировал вывести из войны Леопольда I осадой Вены, габсбургской столицы, и получить выгодный мирный договор. Угроза для Вены была весьма высока: армия баварского курфюрста Максимилиана II и французского маршала Марсена в Баварии угрожали с запада, а большая армия маршала Вандома в северной Италии создавала серьёзную опасность с наступлением через перевал Бреннер. Вена также находилась под давлением венгерского восстания Ракоци и его восточных походов.
Понимая опасность, командовавший английскими (британскими) войсками герцог Мальборо решил снять угрозу осады с Вены, направив свои силы на юг, оказывая помощь императору Леопольду I в рамках Великого союза.
Войска под командованием австрийского принца Евгения Савойского и герцога Дж. Черчилля Мальборо разгромили франко-баварскую армию под командованием баварского курфюрста Максимилиана и французских маршалов Марсена и Таллара.

## Предыстория
К 1704 году войне за испанское наследство шёл четвёртый год. Прошлый год стал весьма успешным для Франции и её союзников, особенно на Дунае, где маршал де Виллар и курфюрст Баварии Максимилиан II создали серьёзную угрозу для австрийской столицы — Вены. Однако из-за разногласий между командирами Виллара сменил менее активный Таллар. Но в 1704 году угроза оставалась реальной: восстание Ракоци в Венгрии угрожало Священной Римской империи, а войска маршала Вандома готовили наступление из северной Италии Во дворцах Версаля и Мадрида падение Вены считали тем событием, которое начнёт разрушение нового Великого Альянса.
Для предотвращения появления на Дунае войск союзников 46-тысячная французская армия Вильруа сдерживала 70 тыс. голландских и английских солдат около Маастрихта, пока генерал де Кюни защищал Эльзас от вражеского вторжения. Единственными войсками, доступными для защиты Вены, оказались 36 тыс. солдат Луи Баденского, следившие за маршалом Талларом в Страсбурге; также здесь находились 10 тыс. солдат под командованием графа Штирума, наблюдавшего за Ульмом.
Австрийский посол в Лондоне граф Рэтислоу и герцог Мальборо осознавали значение ситуации. Но голландцы, не желавшие ослабления сил в испанских Нидерландах, были против военной операции на Дунае. Мальборо решил обмануть голландских союзников, симулировав перемещение войск на Мозель по одобренному ими плану, но оттуда он направил их соединение с австрийскими силами в южной Германии.

### Поход к Дунаю
Алая гусеница, на которую разом были устремлены все взгляды, стала упорно ползти день за днём по карте Европы, увлекая за собой всю войну.. – Уинстон Черчилль
Марш Мальборо начался 19 мая из Бедбурга, в 32 км. к северо-западу от Кёльна. Собранная его братом и генералом Чарльзом Черчиллем армия состояла из 66 кавалерийских эскадронов, 31 пехотного батальона и 38 орудий и мортир общей численностью в 21 000 человек, 16 000 из которых были британцами. Эти силы пополнялись в пути и к тому времени, когда они достигли Дуная, насчитывали 40 000 солдат, 47 батальонов и 88 эскадронов. В то время как Мальборо вёл эту армию на юг, голландский генерал Хенрик Нассау-Оверкирк удерживал оборонительную позицию в Голландской республике от возможности нападения Виллеруа. Мальборо заверил голландцев, что, если французы начнут наступление, он вернётся вовремя, но он рассчитал, что по мере продвижения на юг французская армия потянется за ним. В этом предположении Мальборо оказался прав: Виллеруа следовал за Мальборо с 30 000 человек в 60 эскадрильях и 42 батальонах. Мальборо писал Годольфину: «Я очень хорошо понимаю, что многое беру на себя, но если я буду действовать иначе, Империя погибнет…»
Пока союзники готовились, французы стремились сохранить и восполнить запасы Марсина. Вместе с Максимилианом II он действовал против принца Людовика и был несколько изолирован от Франции: его единственные пути сообщения проходили через скалистые перевалы Шварцвальда. 14 мая Таллар провёл 8 тыс. подкрепления, огромное количество припасов и боеприпасов через труднопроходимую местность, перехитрив пытавшегося преградить ему путь имперского генерала Иоганна Карла фон Тюнгена. Затем Таллар вернулся со своими силами к Рейну, ещё раз уклонившись от попыток Тюнгена перехватить его.
26 мая Мальборо достиг Кобленца, где Мозель впадает в Рейн. Если бы он намеревался атаковать вдоль Мозеля, его армия теперь должна была бы повернуть на запад; вместо этого он переправился на правый берег Рейна и был усилен ждавшим его отрядом из 5 тыс. ганноверцев и пруссаков. Французы понимали, что похода на Мозель не будет. Теперь им пришла в голову вторая возможная цель - вторжение союзников в Эльзас и нападение на Страсбург. Мальборо усилил это опасение, построив мосты через Рейн в Филипсбурге, с помощью этой уловки он не только побудил Виллеруа прийти на помощь Таллару в защите Эльзаса, но и обеспечил отсрочку французского похода на Вену
Воодушевлённые обещанием Мальборо вернуться в Нидерланды, если там разовьётся французское наступление через переброску своих войск вверх по Рейну на баржах со скоростью 130 км. в день, Генеральные штаты Нидерландов согласились прислать контингент из семи батальонов и 22 эскадронов в качестве подкрепления. Мальборо достиг на равнине Неккара и Рейна Ладенбурга, после чего остановился там на три дня, чтобы дать отдых своей кавалерии и позволить дойти орудиям и пехоте. 6 июня он прибыл в Вислох, к югу от Гейдельберга. На следующий день армия союзников повернула от Рейна к холмам Швабской Юры и Дуная за её пределами. Наконец место назначения Мальборо было установлено без сомнений.

### Стратегия

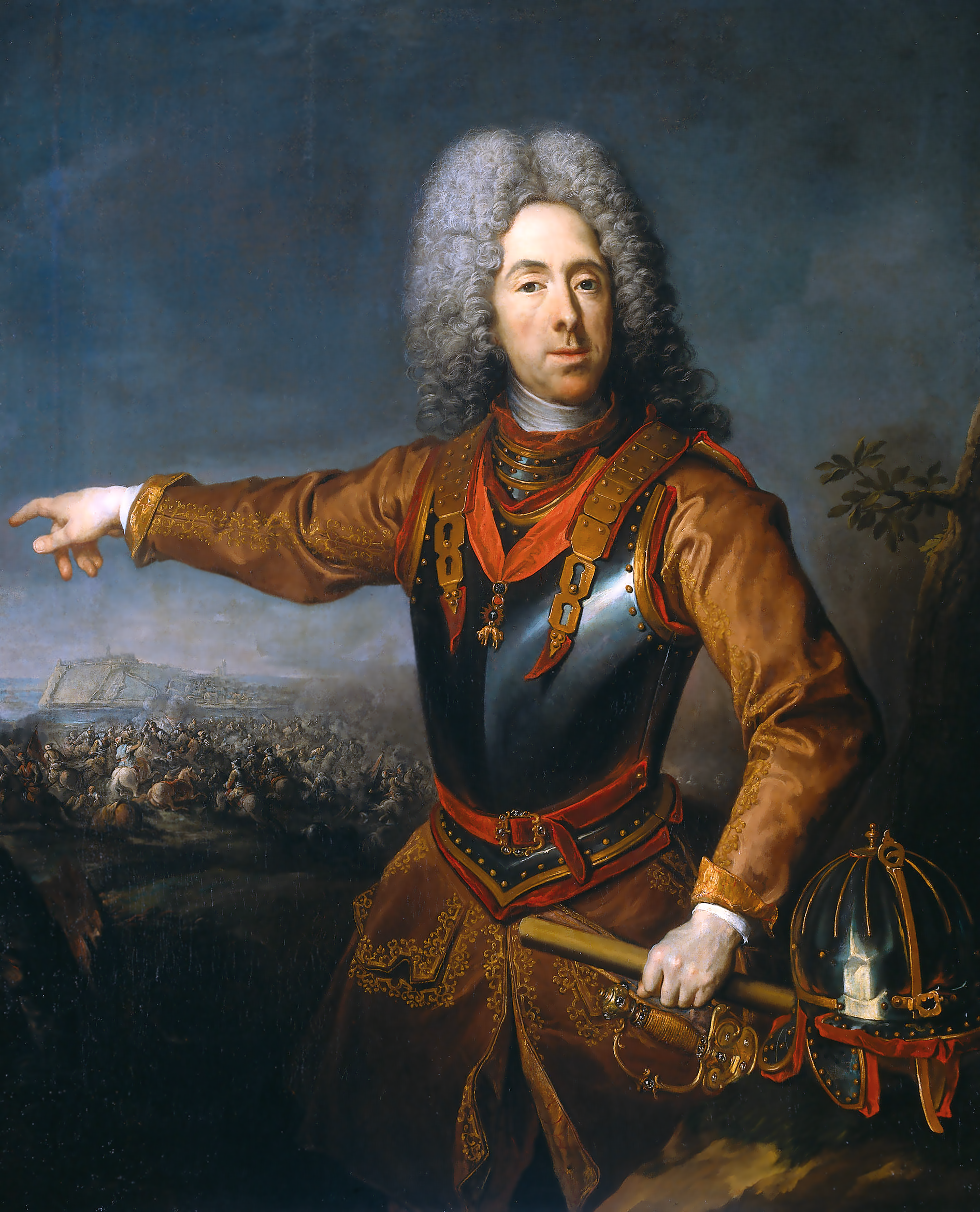
Евгений Савойский.

10 июня Мальборо впервые встретился с президентом Имперского военного совета принцем Евгением в сопровождении графа Вратислава в деревне Мундельсхайм, на полпути между Дунаем и Рейном. К 13 июня имперский полевой командующий принц Луи присоединился к ним в Гросхеппахе. Под командованием троих генералов было около 110 тыс. человек. На этой конференции было решено, что принц Евгений вернётся с 28 000 человек на линии Штольхофена на Рейне, чтобы наблюдать за Виллеруа и Талларом и не дать им пойти на помощь франко-баварской армии на Дунае. Тем временем силы Мальборо и принца Луи объединятся, насчитывая 80 000 человек, и двинутся на Дунай, чтобы найти Максимилиана II и Марсена, прежде чем они смогут получить подкрепление.
Зная место назначения Мальборо, Таллар и Виллеруа встретились в Ландау в Пфальце 13 июня, чтобы разработать план спасения Баварии. Жёсткость французской командной системы была такова, что любые отклонения от первоначального плана должны были быть санкционированы Версалем.  Граф Мерод-Вестерлоо, командующий фламандскими войсками в армии Таллара, писал: «Одно можно сказать наверняка: мы слишком долго и совершенно необъяснимо откладывали наш марш из Эльзаса». Одобрение короля Людовика прибыло 27 июня: Таллар должен был усилить Марсена и Максимилиана II на Дунае через Шварцвальд 40 батальонами и 50 эскадрильями; Виллеруа должен был сковать защищавших позиции Штольхофена союзников, или, если те двинут все свои силы к Дунаю, должен был соединиться с Талларом; Куаньи с 8 тыс. отрядом защитит Эльзас. 1 июля 35-тысячная армия Таллара повторно пересекла Рейн у Келя и начала марш.
22 июня силы Мальборо соединились с имперскими силами принца Луи в Лаунсхайме, преодолев 400 км (250 миль) за пять недель. Благодаря тщательно спланированному графику износ был сведён к минимуму. Капитан Паркер описал походную дисциплину: «Пока мы шли по стране наших союзников, комиссары были назначены снабжать нас всем необходимым для людей и лошадей… Солдатам ничего не оставалось делать, как ставить палатки, кипятить чайники и отдыхать». В ответ на манёвры Мальборо Максимилиан и Марсен с 40 тыс. солдат осознавали невыгодность своего положения в контексте численности, двинули свои силы в укреплённый лагерь в Диллингене на северном берегу Дуная. Мальборо мог не атаковать Диллинген из-за нехватки осадных орудий - он не смог привезти их из Нидерландов, а принц Людовик не смог их поставить, несмотря на предыдущие заверения, что он это сделает.

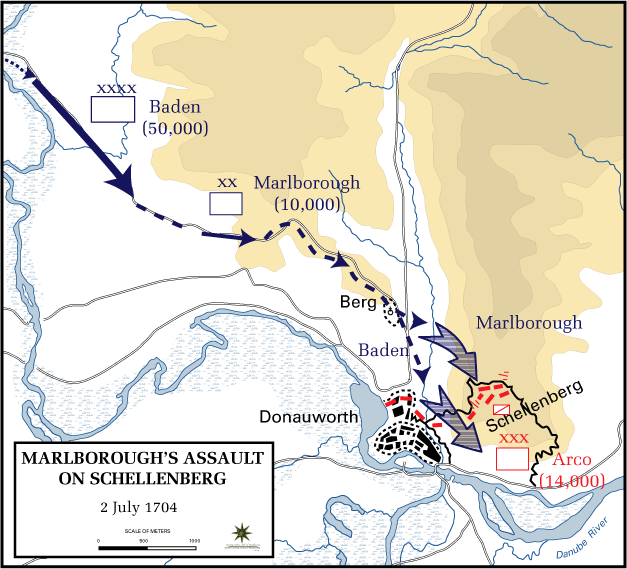
Нападение союзников на Шелленберг, предпринятое в результате Coup de main 2 июля, обеспечило союзникам отличную переправу через реку.

Союзникам нужна была база для провизии и хорошая переправа через реку. Следовательно, 2 июля Мальборо штурмовал крепость Шелленберг на высотах над городом Донаувёрт. Граф Жан д'Арко был отправлен с 12 000 человек из франко-баварского лагеря, чтобы удерживать город и покрытый травой холм, но после ожесточённого боя с тяжёлыми потерями с обеих сторон Шелленберг пал. Это вынудило Донаувёрт вскоре после этого сдаться. Максимилиан, зная, что его позиция в Диллингене теперь ненадёжна, занял позицию за сильными укреплениями Аугсбурга..
Марш Таллара поставил перед принцем Евгением дилемму. Он понял, что если союзники не будут в меньшинстве на Дунае, ему придётся либо попытаться отрезать Таллара, либо усилить Мальборо. Если он отступит от Рейна к Дунаю, Виллеруа также может двинуться на юг, чтобы соединиться с Максимилианом и Марсеном. Принц Евгений пошёл на компромисс - оставив 12 тыс. солдат охранять линии Штольхофена, он отправился с остальной частью своей армии, чтобы опередить Таллара.
Не имевший достаточного числа солдат Евгений не мог серьёзно сорвать марш Таллара, но продвижение французского маршала было всё равно медленным. Войска Таллара пострадали во время марша значительно больше, чем войска Мальборо - многие из его кавалерийских лошадей страдали от сапа, а горные перевалы оказались трудными для 2000 фургонов с провизией. Местные немецкие крестьяне, разгневанные французским грабежом, усугубили проблемы Таллара, заставив Мерод-Вестерлоо писать: «Разъярённое крестьянство убило несколько тысяч наших мужчин, прежде чем армия вышла из Шварцвальда».
В Аугсбурге 14 июля Максимилиану сообщили, что Таллард направляется через Шварцвальд. Эта новость укрепила его политику бездействия, ещё больше побудив его ждать подкрепления. Это нежелание сражаться побудило Мальборо провести неоднозначную политику грабежа в Баварии, сжигая здания и посевы на богатых землях к югу от Дуная. Тем самым он хотел оказать давление на Максимилиана (чтобы тот сражался или пришёл к мирному соглашению до прибытия Таллара с подкреплением) и разрушить Баварию как базу, с которой французская и баварская армии могли атаковать Вену или преследовать Мальборо во Франконии, если на каком-то этапе ему придётся отступить на север. Но это разрушение в сочетании с затяжной осадой Рейна с 9 по 16 июля заставило принца Евгения сокрушаться: «...после действий в Донаувёрте я не могу восхищаться их действиями», а позже сделать вывод: «Если ему придётся вернуться домой, не достигнув своей цели, он непременно будет разорён»

### Финальная расстановка войск

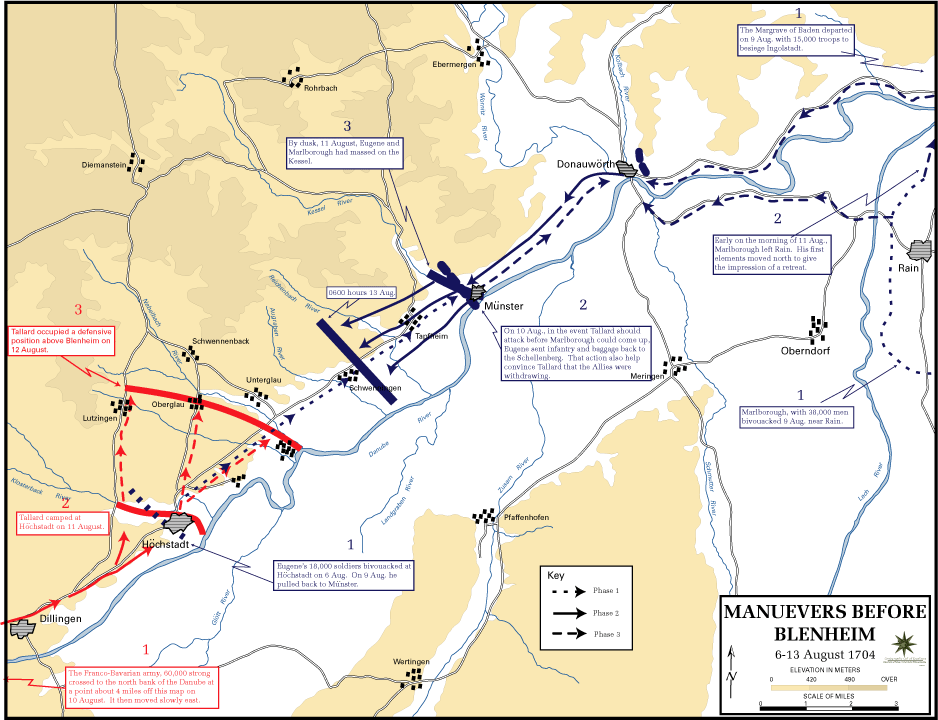
Манёвры 9-13 августа.

Таллар с 34 000 человек достиг Ульма, присоединившись к Максимилиану и Марсену в Аугсбурге 5 августа, хотя Максимилиан рассредоточил свою армию в ответ на кампанию Мальборо по разорению региона. Также 5 августа принц Евгений прибыл в Хёхштадт, поехав той же ночью, чтобы встретиться с Мальборо в Шробенхаузене. Мальборо знал, что потребуется ещё один пункт переправы через Дунай на случай, если Донаувёрт перейдёт к врагу. Итак, 7 августа первые из 15 000 имперских войск принца Людовика оставили основные силы Мальборо, чтобы осадить хорошо защищённый город Ингольштадт, расположенный в 32 км (20 миль) дальше по Дунаю, а остальные последовали через два дня.
С войсками принца Евгения в Хёхштадте на северном берегу Дуная и Мальборо в Рейне на южном берегу Таллард и Максимилиан обсудили свой следующий шаг. Таллард предпочёл выждать, пополнить запасы и позволить армии Мальборо переправляться через Дунай в более холодную осеннюю погоду; Максимилиан и Марсин, получив новые подкрепления, стремились продвигаться вперёд. Французское и баварское командование в конце концов согласились атаковать меньшие силы принца Евгения. 9 августа франко-баварские войска начали переправу на северный берег Дуная. 10 августа принц Евгений отправил срочное сообщение о том, что он отступает в Донаувёрт. Серией быстрых маршей Мальборо сосредоточил свои силы на Донаувёрте, и к полудню 11 августа соединение было завершено..
11 августа Таллар продвинулся вперёд от переправ через реку в Диллингене. К 12 августа франко-баварские войска расположились лагерем за небольшой рекой Небель недалеко от деревни Бленхейм на равнине Хёхштедт. В тот же день Мальборо и принц Евгений провели разведку французских позиций с церковного шпиля в Тапфхейме и двинули свои объединённые силы на Мюнстер - восемь километров (пять миль) от французского лагеря. Французская разведка под командованием Жака Жозефа Випара, маркиза де Силли, двинулась вперёд, чтобы прощупать врага, но была отброшена войсками союзников, которые развернулись для прикрытия пионеров наступающей армии, пытаясь соединить многочисленные ручьи в этом районе и улучшить проход. ведущий на запад к Хёхштедту. Мальборо быстро двинул вперёд две бригады под командованием генерал-лейтенанта Джона Уилкса и бригадного генерала Арчибальда Роу, чтобы обезопасить узкую полосу земли между Дунаем и лесистым холмом Фуксберг в Швеннингенском ущелье. Армия Таллара насчитывала 56 000 человек и 90 орудий; армия Великого Альянса - 52 000 человек и 66 орудий. Некоторые офицеры союзников, которые были осведомлены о численном превосходстве противника и знали об их сильных оборонительных позициях, увещевали Мальборо об опасности нападения; но он был решителен.

## Битва

### Поле битвы
Поле боя растянулось почти на 6 км. Крайний правый фланг франко-баварской армии упирался в Дунай, слева от них лежали волнистые, поросшие соснами холмы Швабской Юры. Небольшой ручей Небель выходил на линию французов; земля по обе стороны от него была болотистой, и переходить вброд можно было только время от времени. Французское правое крыло опиралось на деревню Бленхейм, недалеко от места впадения Небеля в Дунай; сама деревня была окружена живыми изгородями, заборами, огороженными садами и лугами. Между Бленхеймом и деревней Оберглаухайм на северо-западе пшеничные поля были скошены до стерни и теперь идеально подходили для развёртывания войск. От Оберглаухейма до соседней деревушки Лутцинген местность, состоящая из канав, зарослей и ежевики, была потенциально сложной территорией для атакующих.

### Первые манёвры

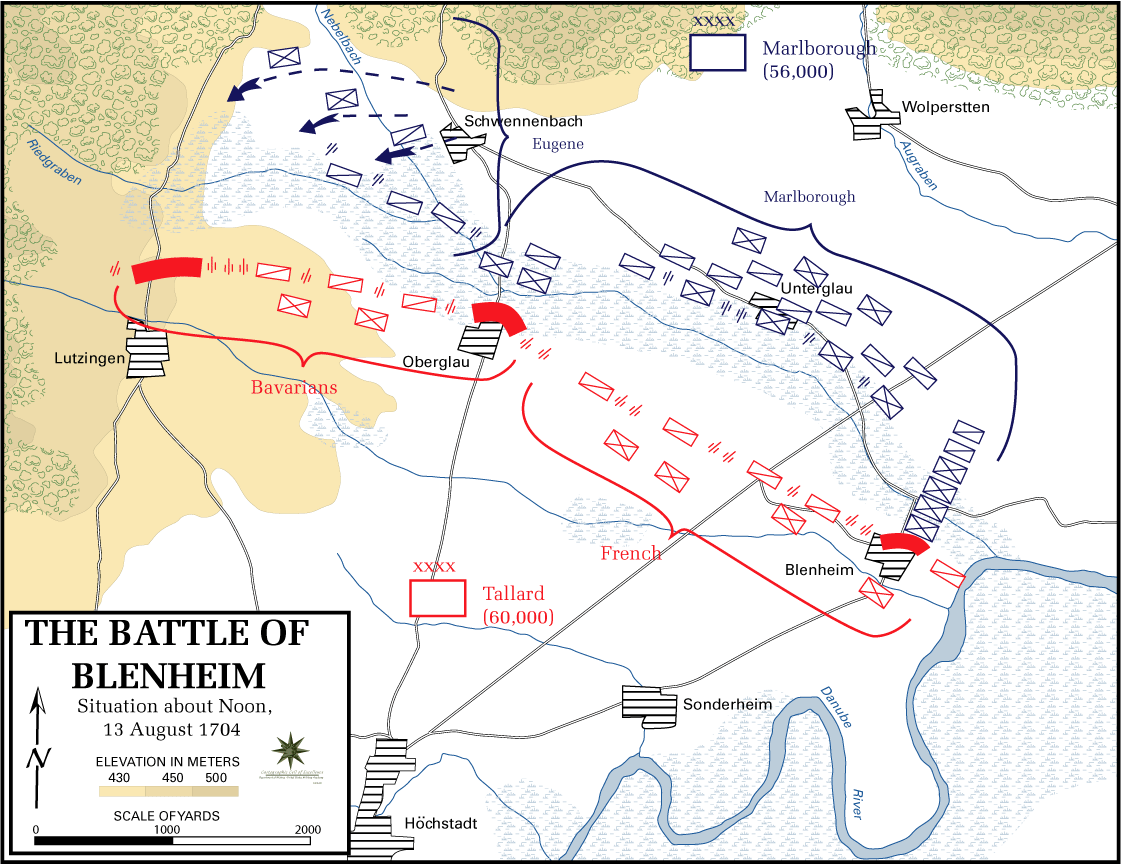
Положение войск на полдень 13 августа. Мальборо взял под свой контроль левый фланг союзных войск, включая нападение на Бленхейм и Оберглаухейм, в то время как принц Евгений командовал правым флангом, включая атаку на Лутцинген.

В 2 часа ночи 13 августа 40 кавалерийских эскадронов союзников были отправлены вперёд, а через час восемью колоннами последовали основные силы союзников, форсировавшие реку Кессель. Около 6 утра они достигли Швеннингена, в трёх км от Бленхейма. Британские и немецкие войска, удерживавшие Швеннинген всю ночь, присоединились к маршу, составив девятую колонну слева от армии. Мальборо и принц Евгений составили свои окончательные планы. Командиры союзников согласились, что Мальборо будет командовать 36 тыс. солдатами и атаковать силы Таллара численностью 33 тыс. человек слева, включая захват деревни Бленхейм, в то время как 16 тыс. человек принца Евгения будут справа атаковать объединённые силы Максимилиана и Марсена числом в 23 тыс.. Ожидалось, что если эта атака будет усилена, Максимилиан и Марсен не смогут послать войска на помощь Таллару справа от них. Генерал-лейтенант Джон Каттс атаковал Бленхейм одновременно с атакой принца Юджина. Когда французские фланги были заняты боем, Мальборо мог форсировать Небель и нанести смертельный удар французам в центре. Союзникам придётся ждать, пока принц Евгений не займёт позицию, прежде чем можно будет начать общее сражение.
Таллар не ожидал атаки союзников; он был обманут полученными от взятых де Силли накануне разведданных от пленных и сильными позициями его армии. Таллард и его коллеги полагали, что Мальборо и принц Евгений собирались отступить на северо-запад в сторону Нёрдлингена. В то утро Таллар написал отчёт об этом королю. Были запущены сигнальные орудия, чтобы привлечь группы фуражиров и пикеты, когда французские и баварские войска выстроились в боевой порядок, чтобы противостоять неожиданной угрозе.
Около 08:00 французская артиллерия на их правом крыле открыла огонь, на что ответили батареи полковника Холкрофта Блада. Пушки были услышаны принцем Людовиком в его лагере перед Ингольштадтом. Через час Таллар, Максимилиан и Марсен поднялись на церковную башню Бленхейма, чтобы завершить свои планы. Было решено, что Максимилиан и Марсен будут удерживать фронт от холмов до Оберглаухайма, а Таллар будет защищать территорию между Оберглаухаймом и Дунаем. Французские командиры разделились во мнениях относительно того, как использовать Небель. Предпочтительной тактикой Таллара было переманить союзников, прежде чем обрушить на них свою кавалерию. Против этого выступили Марсен и Максимилиан, которые сочли за лучшее приблизить свою пехоту прямо к самому ручью, чтобы, пока противник сражается в болотах, он попал бы под перекрёстный огонь из Бленхейма и Оберглаухейма. Подход Таллара был разумным, если бы все его части были реализованы, но мог позволить Мальборо пересечь Небель без серьёзного вмешательства и начать сражение.

### Размещение войск
Франко-баварские командиры развернули свои силы. В деревне Лутцинген граф Алессандро де Маффеи разместил пять баварских батальонов с большой батареей из 16 орудий на окраине деревни. В лесу слева от Люцингена семь французских батальонов под командованием Сезара Армана, маркиза де Розеля, выдвинулись на место. Между Лутцингеном и Оберглаухаймом Максимилиан разместил 27 кавалерийских эскадронов и 14 баварских эскадронов под командованием д’Арко, а ещё 13 поддерживающих поблизости под командованием барона Вейта Генриха Морица Фрейхера фон Вольфрамсдорфа. Справа от них стояли 40 французских эскадрилий и 12 батальонов Марсена. Деревня Оберглаухейм была заполнена 14 батальонами под командованием маркиза де Бренвиль Жан-Жюля-Армана Кольбера, в том числе эффективной ирландской бригадой, известной как «Дикие гуси». У села стояли шесть артиллерийских батарей. Справа от этих французских и баварских позиций, между Оберглаухаймом и Бленхеймом, Таллар разместил 64 французских и валлонских эскадрильи, 16 из которых были из Марсена, при поддержке девяти французских батальонов, стоявших у дороги на Хёхштедт. На кукурузном поле рядом с Бленхеймом стояли три батальона Королевского полка. Саму деревню заняли девять батальонов под командованием Филиппа, маркиза де Клерамбо. Четыре батальона стояли в тылу, а ещё одиннадцать находились в резерве. Эти батальоны были поддержаны двенадцатью эскадронами спешенных драгун графа Габриэля д’Отефея. К 11:00 Таллар, Максимилиан и Марсен были на месте. Многие генералы союзников не решались атаковать такую сильную позицию. Позже граф Оркни Джордж Дуглас-Гамильтон сказал, что «если бы меня попросили высказать своё мнение, я был бы против».
Ожидалось, что принц Евгений будет на позиции к 11:00, но из-за труднопроходимой местности и вражеского огня продвижение было медленным. Колонна Каттса, которая к 10:00 вытеснила противника с двух водяных мельниц на Небеле, уже развернулась у реки против Бленхейма, выдерживая в течение следующих трёх часов сильный огонь шестиорудийной тяжёлой батареи, размещённой у деревни. Остальная часть армии Мальборо, ожидавшая в своих рядах на переднем склоне, также была вынуждена нести канонаду французской артиллерии, потеряв 2000 человек ещё до того, как атака могла начаться. Тем временем инженеры отремонтировали каменный мост через Небель и построили пять дополнительных мостов или дамб через болото между Бленхеймом и Оберглаухеймом. Беспокойство Мальборо наконец рассеялось, когда сразу после полудня полковник Уильям Кадоган сообщил, что прусская и датская пехота принца Евгения заняли свои места — был отдан приказ об общем наступлении. В 13:00 Каттс получил приказ атаковать деревню Бленхейм, в то время как принцу Евгению было приказано атаковать Лутцинген на правом фланге союзников.

### Бленхейм

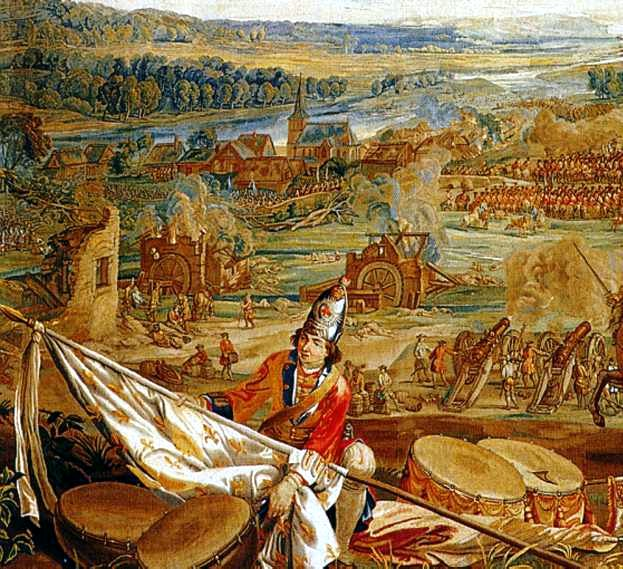
Часть гобелена «Битва при Бленхейме» во дворце Бленхейм работы Джудокуса де Воса. На заднем плане деревня Бленхейм; посередине — две водяные мельницы, которые Роу пришлось использовать, чтобы захватить плацдарм через Небель. На переднем плане изображён английский гренадер с захваченным французским знаменем.

Каттс приказал бригаде Роу атаковать. Английская пехота поднялась с края Небеля и бесшумно двинулась к Бленхейму на расстояние около 150 м (160 ярдов). Шотландская бригада Джеймса Фергюсона поддержала левый фланг Роу и двинулась к баррикадам между деревней и рекой, которую защищали драгуны Отфёйля. Когда дистанция приблизилась к 30 м (30 ярдов), французы дали смертельный залп. Роу приказал, чтобы его люди не стреляли, пока он не ударит мечом по частоколу, но когда он шагнул вперёд, чтобы подать сигнал, он был смертельно ранен. Оставшиеся в живых передовые роты заделали бреши в своих рядах и устремились вперёд. Небольшие группы прорвали оборону, но неоднократные французские залпы заставили англичан отступить и нанесли тяжёлые потери. Когда атака захлебнулась, восемь эскадрилий элитного Gens d’Armes под командованием швейцарского офицера-ветерана Ill обрушились на английские войска, нанеся удар по незащищённому флангу собственного полка Роу. Гессенская бригада Уилкса, находившаяся поблизости в болотистой траве у кромки воды, твёрдо стояла и отражала атаки Gens d’Armes непрерывным огнём, что позволило англичанам и гессенцам изменить порядок и начать новую атаку.
Хотя союзники снова были отбиты, эти настойчивые атаки на Бленхейм в конечном итоге принесли свои плоды, заставив Клерамбо в панике совершить ошибку. Не посоветовавшись с Талларом, он приказал своим резервным батальонам войти в деревню, нарушив баланс позиций французов и сведя на нет их численное превосходство. «Люди были настолько тесны друг к другу, — писал Мерод-Вестерлоо, — что не могли даже стрелять, не говоря уже о получении или выполнении каких-либо приказов». Мальборо, заметив эту ошибку, отменил намерение Каттса начать третью атаку и приказал сдерживать врага в Бленхейме; не более 5 тыс. солдат союзников смогли загнать вдвое больше французской пехоты и драгун.

### Лутцинген
...Принц Евгений и имперские войска трижды были отбиты – отброшены обратно в лес – и получили настоящую трёпку. – Мерод-Вестерлоо.

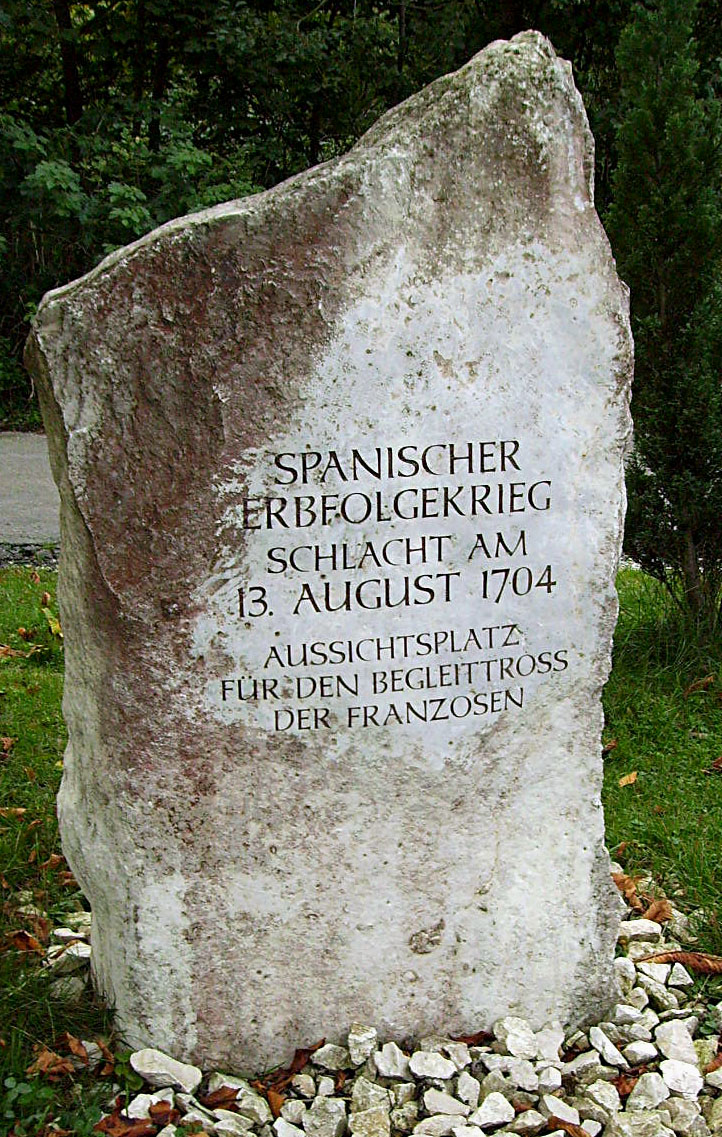
Мемориал в Лутцингене.

Справа от союзников прусские и датские войска принца Евгения отчаянно сражались с численно превосходящими силами Максимилиана и Марсена. Принц Анхальт-Дессау Леопольд I повёл вперёд четыре бригады через Небель, чтобы атаковать хорошо укреплённую позицию Лутцинген. Здесь река была меньшим препятствием, но расположенная на окраине деревни большая батарея имела хорошую зону обстрела по открытой местности, простирающейся до деревушки Швенненбах. Как только пехота перешла ручей, она была атакована пехотой Маффеи и залпами баварских орудий, стоявших как перед деревней, так и анфиладой на опушке леса справа. Несмотря на тяжёлые потери, пруссаки попытались взять штурмом большую батарею, а датчане под командованием графа Йобста фон Шолтена попытались выбить французскую пехоту из рощи за деревней.
Когда пехота вела бой, кавалерия принца Евгения форсировала Небель. После первоначального успеха его первая линия кавалерии под командованием имперского генерала конницы принца Максимилиана Ганноверского была оттеснена второй линией кавалерии Марсена и в замешательстве была отброшена через реку. Измученные французы не смогли развить своё преимущество, и обе кавалерийские силы попытались перегруппироваться и перестроить свои ряды. Без поддержки кавалерии и под угрозой окружения прусской и датской пехотой войска Евгения были вынуждены отступить через Небель. Паника охватила часть войск принца Евгения, когда они пересекали ручей. Баварцы потеряли десять пехотных знамён и взяли сотни пленных; только под руководством принца Евгения и принца Максимилиана Ганноверского имперская пехота смогла покинуть поле боя.
Собрав свои войска далеко за пределами исходной точки возле Швенненбаха, принц Евгений приготовился начать вторую атаку во главе с эскадронами второй линии под командованием герцога Вюртемберг-Текка. Они снова попали под смертоносный перекрёстный огонь артиллерии в Люцингене и Оберглаухайме и снова были отброшены в беспорядке. Французы и баварцы были почти в таком же беспорядке, как и их противники, и они тоже нуждались во вдохновении от своего командира Максимилиана, который был замечен «…скачущим вверх и вниз и вдохновляющим своих людей с новым мужеством»" Датская и прусская пехота Ангальт-Дессау атаковала во второй раз, но не смогла выдержать наступление без надлежащей поддержки. Они снова отступили за ручей.

### Центр и Оберглаухайм

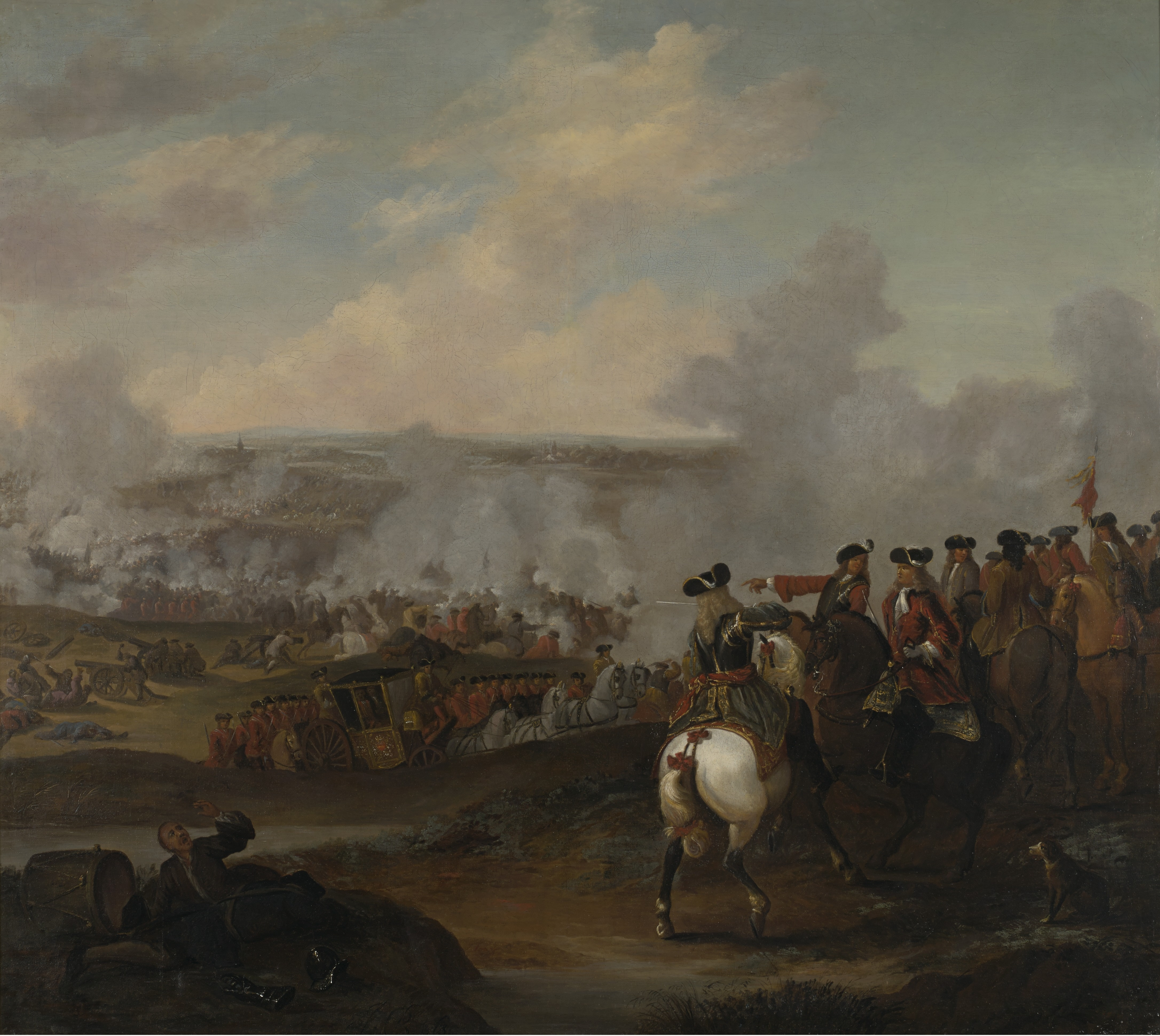
Битва при Бленхейме. Картина Джошуа Росса.

Пока происходили эти события вокруг Бленхейма и Лутцингена, Мальборо готовился к переходу через Небель. Бригада гессенцев и ганноверцев Хульсена и британская бригада графа Оркнея двинулись через ручей при поддержке спешенных британских драгун и десяти британских кавалерийских эскадронов. Эти прикрывающие силы позволили голландской, британской и немецкой пехоте Чарльза Черчилля, а также другим кавалерийским частям продвинуться вперёд и построиться на равнине за её пределами. Мальборо расположил свои пехотные батальоны по-новому с промежутками, достаточными для того, чтобы кавалерия могла свободно перемещаться между ними. Мальборо приказал построиться вперёд. Gens d’Armes Цурлаубена снова атаковали, стремясь разгромить английскую кавалерию Генри Ламли, которая соединила колонну Каттса перед Бленхеймом с пехотой Черчилля. Когда элитная французская кавалерия атаковала, им противостояли пять английских эскадронов под командованием полковника Фрэнсиса Пальмеса. К ужасу французов, Gens d’Armes были в замешательстве отброшены назад и преследовались далеко за ручьём Маульвейер, протекающим через Бленхейм. «Что? Это возможно?» воскликнул Максимилиан, «джентльмены Франции бегут?» Пальмес попытался развить свой успех, но был отбит другой французской кавалерией и мушкетным огнём с окраины Бленхейма.
Тем не менее Таллар был встревожен отпором Gens d’Armes и срочно поехал через поле, чтобы попросить у Марсена подкрепления; но из-за сильного давления со стороны принца Евгения, вторая атака которого была в полном разгаре, Марсен отказался. Когда Таллар посоветовался с Марсеном, Клерамбо отвёл в Бленхейм больше его пехоты. Таллар, хотя и знал о ситуации, ничего не сделал, чтобы исправить её, оставив ему всего девять батальонов пехоты возле дороги на Хёхштадт, чтобы противостоять массированным рядам противника в центре. Цурлаубен ещё несколько раз пытался помешать формированию союзников на стороне Таллара. Его передовая кавалерия устремилась вперёд по пологому склону к Небелю, но атакам не хватало координации, и устойчивые залпы пехоты союзников привели в замешательство французских всадников. Во время этих стычек Цурлаубен был смертельно ранен; через два дня он умер.
Датская кавалерия под командованием герцога Вюртемберг-Нойенштадтского Карла Рудольфа медленно форсировала Небель возле Оберглаухейма. Под натиском пехоты Марсена у деревни датчане были отброшены за ручей. Голландской пехоте графа Хорна удалось оттеснить французов от кромки воды, но было очевидно, что прежде чем Мальборо сможет предпринять свои основные усилия против Таллара, Оберглаухейм должен быть взят.
Граф Хорн приказал фюрсту фон Гольштейн-Бека Антону Гюнтеру взять деревню, но две его голландские бригады были разбиты французскими и ирландскими войсками, которые тяжело ранили и пленили командира. Теперь исход битвы был на волоске. Если бы голландская колонна Гольштейна-Бека была уничтожена, армия союзников разделилась бы на две части: крыло принца Евгения было бы изолировано от крыла Мальборо, передав инициативу франко-баварским силам. Кавалерия, чтобы изменить от лица принца Евгения, и повернуться к их правому и открытому флангу пехоты Черчилля, построенной перед Унтерглау. Увидев возможность, Марсен приказал своей кавалерии не стоять лицом к принцу Евгению, а повернуть направо и на открытый фланг пехоты Черчилля, выстроившейся перед Унтерглау. Мальборо, который пересёк Небель по импровизированному мосту, приказал ганноверским батальонам Хульсена поддержать голландскую пехоту. Девятиорудийная артиллерийская батарея и голландская кавалерийская бригада под командованием Аверока также были вызваны вперёд, но кавалерия вскоре попала под атаку более многочисленных эскадронов Марсена..
Теперь Мальборо попросил принца Евгения освободить графа Хендрика Фуггера и его имперскую кирасирскую бригаду, чтобы помочь отразить удар французской кавалерии . Несмотря на собственные трудности, принц Евгений немедленно подчинился. Хотя ручей Небеля лежал между эскадрильями Фуггера и Марсена, французы были вынуждены сменить фронт, чтобы встретить эту новую угрозу, тем самым помешав Марсену нанести удар по пехоте Мальборо. Кирасиры Фуггера атаковали и, ударив под выгодным углом, в беспорядке отбросили эскадрильи Марсена назад. При поддержке батарей Блада гессенской, ганноверской и голландской пехоте, которой теперь командовал граф Беренсдорф, удалось оттеснить французскую и ирландскую пехоту обратно в Оберглаухейм, чтобы они не могли снова угрожать флангу Черчилля, когда он двинулся против Таллара. Французский командир в деревне де Бленвиль был среди тяжёлых потерь.

## Диспозиция сил сторон
12 августа Таллар неразумно разместил свои войска, сосредоточив значительную часть их в деревнях Блиндхайм, Оберглау, Лютциген. Французы и их баварские союзники стояли за небольшой рекой Небель, которая протекает почти прямо с севера на юг, впадая в Дунай перед селением Блиндхайм (Бленхейм). Река Небель течёт вдоль небольшой долины, французы занимали господствующие высоты к западу от неё. Деревня Бленхейм находилась на краю их правого фланга, тогда как левый фланг французской армии находился примерно в 5 км севернее Бленхейма, у селения Лютцинген. За деревней Лютцингеном начиналась холмистая местность Годд-Берг и Эйх-Берг. На склонах холмов было расставлено несколько отрядов, прикрывавших французские и баварские войска от удара в левый фланг. Правый фланг их армии прикрывать не было нужды, так его прикрывал Дунай, ввиду чего атаковать их союзные армии могли только в лоб. Французы огородили палисадом деревни Бленхейм и Лютцинген, перед лагерем дополнительно был вырыт ров. Маршал Таллар, осуществлявший общее командование, расположился в Бленхейме. Курфюрст Баварии Максимилиан и маршал Марсен осуществляли командование войсками на левом фланге. Под командованием Таллара в Бленхейме имелось 26 батальонов французской пехоты и 12 эскадронов французской кавалерии. У Марсена и баварского курфюрста имелось 22 батальона пехоты и 36 эскадронов кавалерии, расположенных перед Лютцингеном. В центре располагались ещё 14 батальонов пехоты, в том числе знаменитая ирландская бригада, обладавшая большой боеспособностью. Эти войска центра были дислоцированы в маленькой деревушке Оберглау, находившейся ближе к Лютцингену.
80 эскадронов кавалерии и 7 батальонов пехоты были растянуты между Оберглау и Бленхеймом. Таким образом, позиции французов были очень сильными на флангах, но относительно слабыми в центре. Вероятно, Таллар, положившись как на защитное средство на труднопроходимую заболоченную местность в этой части долины, тянувшейся от Оберглау до Бленхейма, не предполагал, что как раз на этом участке противник предпримет активные наступательные действия.
Тем временем британские и австрийские войска 11 августа соединились у Шенфельда. Их соединённые силы достигали 70 батальонов, 180 эскадронов и 52 орудий. (60 тыс. человек).

## Ход сражения
В 3 часа утра оба крыла британо-австрийской армии в 4-х колоннах каждое, имея посередине конницу, начали движение к Швейнингену.

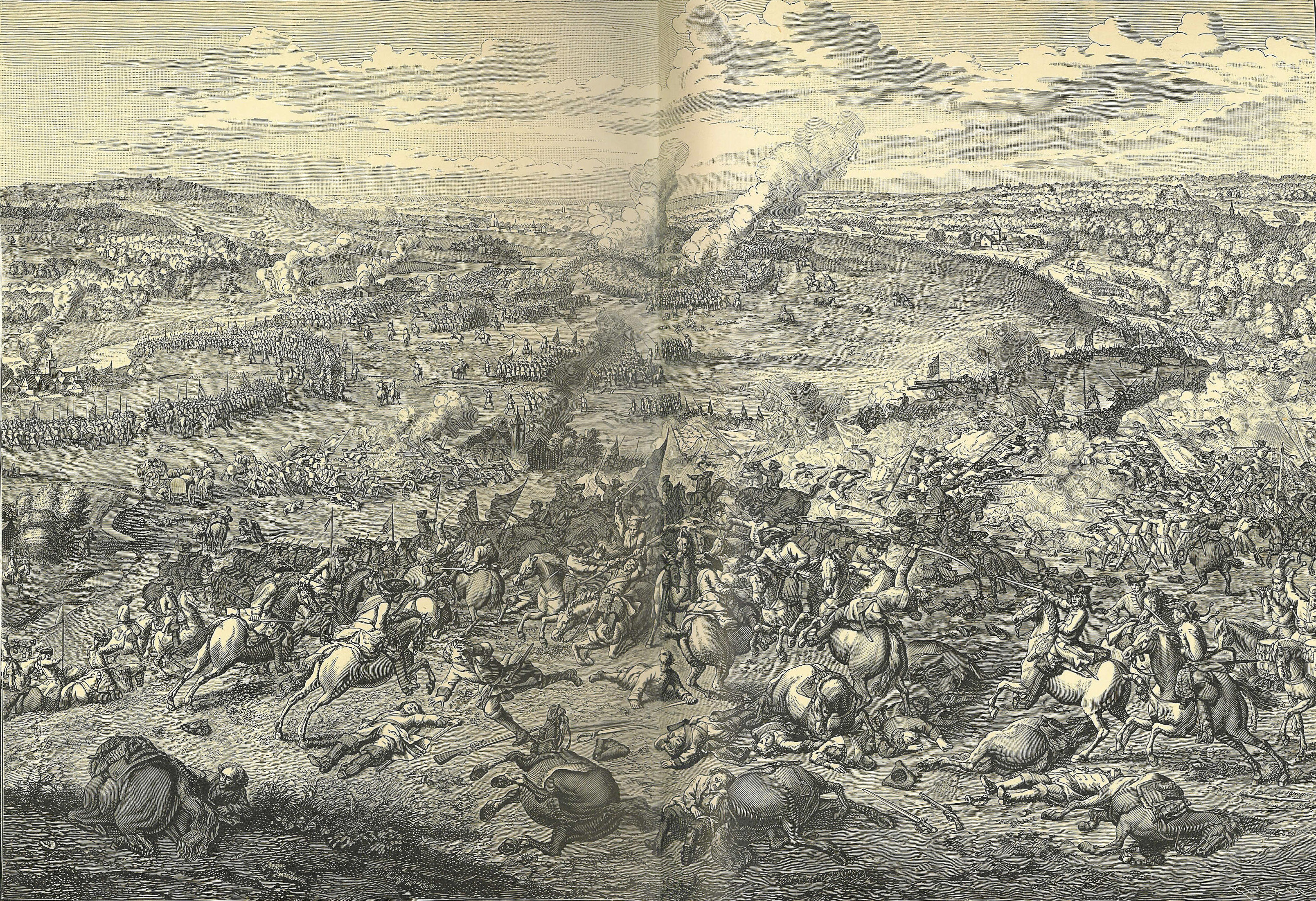
Битва при Гохштедте, гравюра Яна ван Хухтенбурга

Французы, по-видимому, не подозревали близкого нападения, убеждённые, что неприятель начинает отступление к Нордлингену, и только в 7 часов утра, когда туман рассеялся, французские генералы заметили приближение армии союзников. Таллар, командовавший правым флангом (42 батальона и 60 эскадронов) поставил свой вагенбург в лощине между Бленхеймом и Дунаем, забаррикадировав его и поручив охранение 4-м драгунским полкам. Бленхейм был занят 18 батальонами; в виде резерва за селением было поставлено 9 батальонов и 8 эскадронов; левее, до Унтер-Клау, развернулись в две линии 40 эскадронов, а за ними, у оврага - 15 батальонов пехоты правого крыла. Обер-Клау был слабо занят пехотой; к последней примыкала франко-баварская конница, а на её левом фланге расположилась остальная пехота (17 батальонов).
Союзная армия была расположена: между Вейльгеймом и большой дорогой — 26 батальонов в 2 линии, а за ними, тоже в 2 линии, 71 эскадрон; 20 батальонов в 4 линии и 15 эскадронов в 2 линии занимали пространство от большой дороги до Дуная. Ими командовал генерал Катс.
В 8 часов утра французская батарея, поставленная для обстреливания подступов к Бленхейму и открытого промежутка против Швейнингена, открыла огонь по войскам Катса. Мальборо выдвинул артиллерию (разбросанную по всему фронту, сильные батареи были поставлены против Люцингена, Обер-Клау и Бленхейма), и вскоре канонада загремела по всей линии; под прикрытием этого огня принц Евгений успел совершить фланговое движение, чтобы вступить в линию против войск Марсена.
Вследствие сильного огня французских батарей принц Евгений успел подравняться с армией Мальборо только к часу дня. Около этого времени Катс повёл атаку на Бленхейм, но неудачно. Несмотря на это, союзники произвели ещё несколько атак на Бленхейм, но все они были отбиты с огромным уроном.
Между тем в центре были готовы 2 моста, и под прикрытием огня батарей на большой дороге и у Вейльхейма британская пехота начала переправу и, прочно утвердившись на правом берегу Небельбаха, стала подаваться вперёд. С этой минуты участь боя была решена. Кавалерия прошла через интервалы 2-й линии пехоты и ринулась на французскую конницу правого крыла, но, встреченная огнём из Бленхейма, с уроном была отброшена. Несколько раз подобные кавалерийские схватки возобновлялись с переменным успехом по мере того, как подходили к британцам подкрепления с левого берега Небельбаха; 150 эскадронов дрались на пространстве между Обер-Клау и Бленхеймом.
Таллар собрал всю свою кавалерию и, подкрепив её 10 батальонами пехоты, лично повёл против неприятельской конницы, которая, отбитая на всех пунктах, в расстройстве отошла за ручей; но атака кавалерии Таллара была приостановлена огнём британской пехоты.
Тем временем британская кавалерия под прикрытием пехоты выстроилась к бою и стремительно атаковала утомлённые французские эскадроны, которые, не выдержав натиска, дрогнули, в беспорядке отступили и преследовались до Гохштедта. Сам Таллар попал в плен.
Между тем на правом фланге все атаки принца Евгения на Обер-Клау и Люцинген были отбиты с большим уроном.
В 7 часов вечера оба главнокомандующих повели атаку на Обер-Клау. Но баварский курфюрст, видя поражение центра, не выждал этой атаки и начал отступление к Гохштедту, куда прибыл поздно ночью.
Пока происходили эти события в центре и на левом крыле, французские войска, стоявшие у Бленхейма (27 батальонов, 12 эскадронов и 40 орудий), под начальством генерала Клерамбо, бездействовали. Когда Мальборо окружил это селение со всех сторон и потребовал сдачи, то преемник убитого Клерамбо, граф Бланзак, сложил оружие.

## Последствия
Победители потеряли примерно 5000 человек убитыми и 8000 ранеными, причём большая часть потерь пришлась на армию принца Евгения Савойского. Франко-баварская армия потеряла намного больше, фактически она была большей частью уничтожена: из 60 тыс. когда-то победоносных войск удалось собрать примерно 20 тыс. человек. Было убито и ранено примерно 20 тыс. солдат, взято в плен 14 тыс. человек, все орудия попали к победителям, которые также захватили большое количество знамён и штандартов, все палатки и склады. По сообщениям победителей, ими в тот день в плен был захвачен один маршал и тысяча двести старших офицеров французской армии.
До конца года союзные войска заняли Ульм, Ландау, Трир и другие города, а Бавария покорилась императору, выйдя из войны и заключив Ильбесхаймский мир. Победа была очень кстати для австрийцев, так как в 1703—1704 гг. Ракоци занял почти всю территорию Венгрии и Трансильвании, и теперь Австрия могла выделить больше войск против него. Франция же лишилась всех союзников и всех завоеваний в Германии, и превосходство армий союзников становилось все более явным. В течение оставшегося периода войны французским армиям приходилось лишь обороняться. Таким образом, Бленхейм навсегда развеял мечты Людовика о безусловном доминировании в Европе.

Потери французов были огромными: более 27 000 убитых, раненых и взятых в плен. Более того, миф о непобедимости французов был разрушен, как и надежды короля Людовика на скорый и победоносный мир. Мерод-Вестерлоо резюмировал дело против армии Таллара: 
Французы проиграли эту битву по целому ряду причин. Во-первых, они были слишком хорошего мнения о своих способностях ... Другим моментом была их ошибочная боевая диспозиция, и, кроме того, проявлялись безудержная недисциплинированность и неопытность ... Потребовались все эти ошибки, чтобы проиграть столь знаменитую битву:
 Принц Евгений замечал: «У меня нет эскадрона или батальона, который не атаковал бы по крайней мере четыре раза».
Хотя война затянулась на годы, битва при Бленхейме, вероятно, была её самой решающей победой; Мальборо и принц Евгений спасли империю Габсбургов и тем самым предохранили Великий Альянс от краха. Мюнхен, Аугсбург, Ингольштадт, Ульм и оставшаяся территория Баварии вскоре перешли к союзникам. По Ильберсхаймскому договору, подписанному 7 ноября, Бавария была передана под австрийское военное управление, что позволило использовать её ресурсы до конца конфликта.
Остатки фланга Максимилиана и Марсена отошли в Страсбург, потеряв ещё 7 тыс. дезертирами. Несмотря на шанс остаться правителем Баварии в соответствии со строгими условиями союза с Австрией, Максимилиан покинул свою страну и семью, чтобы продолжить войну из испанских Нидерландов, где он всё ещё занимал пост губернатора. Таллара, в отличие от его подчинённых, не выкупили и не обменяли, он был доставлен в Англию и заключён в тюрьму в Ноттингеме вплоть до освобождения в 1711 году.
Кампания 1704 г. длилась дольше, чем обычно, поскольку союзники стремились извлечь максимальное преимущество. Понимая, что Франция слишком сильна, чтобы заключить мир одной победой, принц Евгений, Мальборо и принц Луи встретились, чтобы спланировать свои следующие действия. На следующий год Мальборо предложил кампанию вдоль долины Мозеля, чтобы перенести войну вглубь Франции. Для этого потребовалось захватить главную крепость Ландау, охранявшую Рейн, а также города Трир и Трарбах на самом Мозеле. Трир был взят 27 октября, а Ландау пал 23 ноября перед принцем Луи и принцем Евгением; с падением Трарбаха 20 декабря сезон кампании 1704 года подошёл к концу. Запланированное наступление так и не было реализовано, поскольку армии Великого Альянса пришлось покинуть Мозель, чтобы защитить Льеж от контрнаступления французов. Война бушевала ещё десять лет.
Мальборо вернулся в Англию 14 декабря (ст. ст.) к одобрению королевы Анны и страны. В первые дни января 110 кавалерийских штандартов и 128 пехотных знамён, захваченных во время битвы, несли процессией в Вестминстер-холл. В феврале 1705 года королева Анна, сделавшая Мальборо герцогом в 1702 году, подарила ему парк Вудсток и пообещала сумму в 240 000 фунтов стерлингов на строительство подходящего дома в качестве подарка от благодарной короны в знак признания его победы; это привело к строительству дворца Бленхейм. Британский историк сэр Эдвард Шеперд Кризи считал Бленхейм одним из центральных сражений в истории, написав: «Если бы не Бленхейм, вся Европа могла бы в наши дни пострадать от французских завоеваний, по масштабам напоминающих завоевания Александра и римлян в долговечности». Военный историк Джон А. Линн считает это утверждение необоснованным, поскольку у короля Людовика никогда не было такой цели; кампания в Баварии была направлена только на достижение благоприятного мирного урегулирования, а не на установление господства над Европой.
Поэт Роберт Саути раскритиковал битву при Бленхейме в своём антивоенном стихотворении «После Бленхейма», но позже похвалил победу как «величайшую победу, которая когда-либо делала честь британскому оружию»..

## Память
- В память об этой победе герцог Мальборо назвал Бленхеймский дворец (англ. Blenheim Palace), один из самых больших и богатых в Англии.
- В честь этого сражения был назван британский лёгкий бомбардировщик времён Второй мировой войны.
- Замок Блиндхейм изображён на портрете губернатора Вирджинии Александра Спорсвуда, который участвовал в сражении и получил тяжёлое ранение.

## Комментарии
1. ↑  The initial force of 21,000 men were accompanied by 1,700 supply carts drawn by 5,000 draught horses. The artillery needed as many more.[7]
2. ↑  Barnett and Coxe states 45 squadrons and 36 battalions.
3. ↑  Chandler p. 131 states that many men were lost on the return journey through desertion.
4. ↑  Prince Eugene had doubts about Prince Louis's reliability, for he was a close friend of Maximilian. It was even suspected that Prince Louis was secretly corresponding with his old comrade.[16]
5. ↑  Lynn (2013, p. 290) states that the march-rate was not unprecedented for the period, averaging 12 км (7 1⁄2 mi) per day. What stands out was the total distance covered and the fine condition of the troops when they arrived.
6. ↑  The Allied march was not without loss, some 900 men were lost to desertion or sickness, though this figure was low considering the length and pace of the march over bad roads and in poor weather and many of the sick later rejoined the army.[21]
7. ↑  Lynn (2013, p. 290) states Tallard reached Augsburg on 3 August.
8. ↑  Modern historians including Falkner, Holmes and David consider this may have been a device to get the "cautious and obstructive Margrave [Prince Louis of Baden] out of the way".  In a letter of 31 July 1704 Marlborough assured the Dutch statesman Anthonie Heinsius that the decision to commence a siege was sound.[30][29][31]
9. ↑  Several sources[41] suggest that Marlborough had planted this corroborative 'evidence' for Tallard.
10. ↑  Churchill  states 08:30.[44]
11. ↑  Two of Rowe's staff officers were killed trying to carry him away: Lieutenant Colonel Dalyell and Major Campbell.[52]
12. ↑  Churchill[53] and Coxe state only three squadrons of Gens d'Armes. Rowe's own regiment lost their colours, but they were soon retrieved by the Hessians.
13. ↑  Tallard later recorded – "At this moment I saw the hope of victory."[71]
14. ↑  Churchill states 171 standards and 129 colours.[85]